# Arma (hémiptère)
Pour les articles homonymes, voir Arma.
Genre
Arma est un genre d'insectes hémiptères du sous-ordre des hétéroptères (punaises) de la famille des Pentatomidae.

## Systématique
Le genre Arma a été décrit pour la première fois par le zoologiste allemand Carl Wilhelm Hahn en 1832.

### Publication originale
- Publication originale : (de) Carl Wilhelm Hahn, Die wanzenartigen Insecten : Getreu nach der Natur abgebildet und beschrieben, vol. 1, Zeh´sche Buchhandlung (Nürnberg), 1832, 142 p. (lire en ligne), p. 91.

### Espèces rencontrées en Europe
- Arma custos (Fabricius, 1794)
- Arma insperata (Horváth, 1899)